# Różanna (województwo wielkopolskie)
Różanna – wieś w Polsce położona w województwie wielkopolskim, w powiecie słupeckim, w gminie Orchowo, w sołectwie Różanna. We wsi znajduje się kościół św. Brata Alberta z 1996–2000, niepubliczna Szkoła Podstawowa oraz boisko sportowe z placem zabaw.
W latach 1975–1998 miejscowość położona była w województwie konińskim.